# Kaufingerstraße

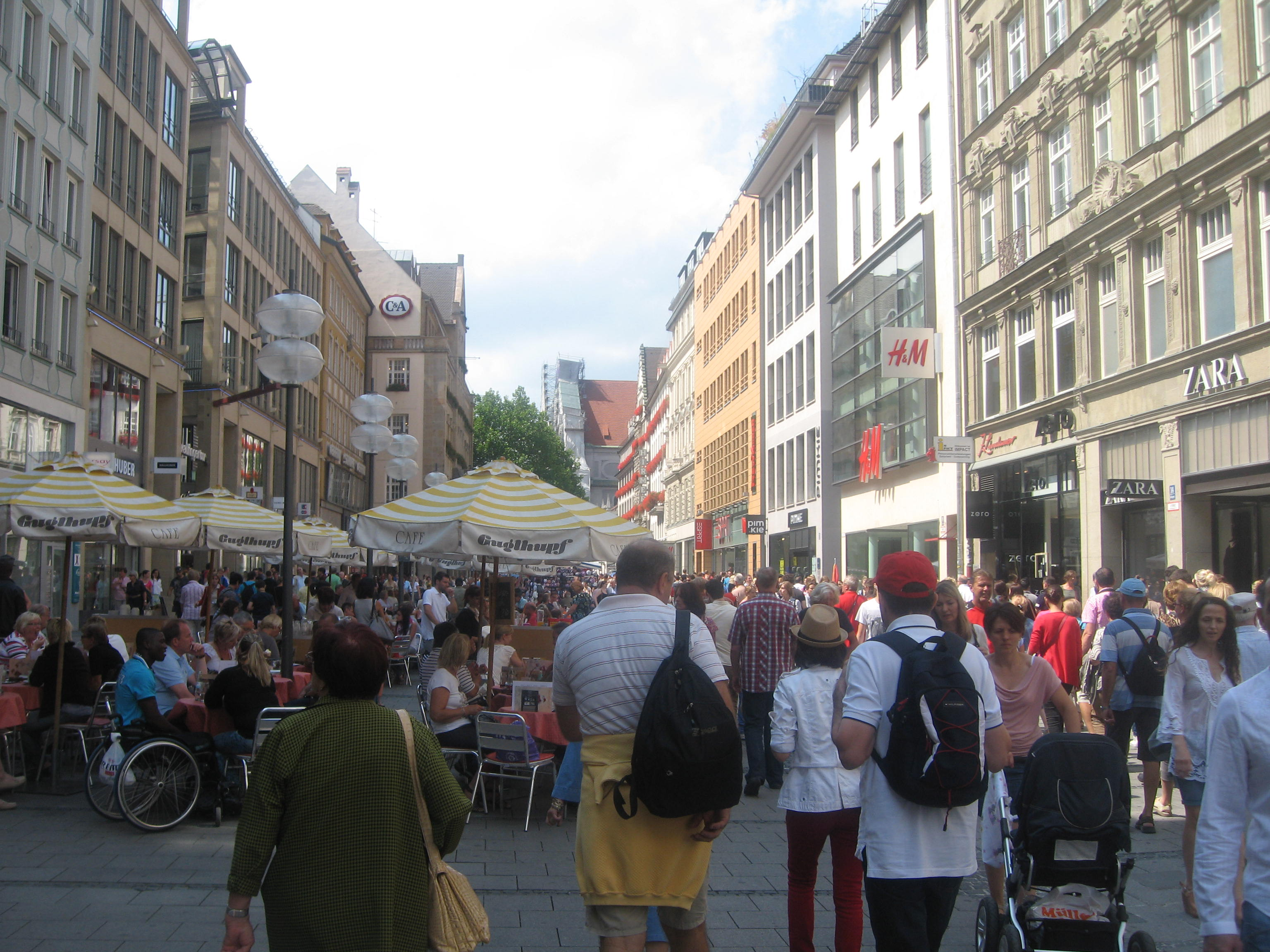
Kaufingerstraße

Kaufingerstraße (de multe ori scrisă incorect Kaufinger Straße) este una dintre cele mai vechi străzi din München și împreună cu extinderea sa Neuhauser Straße una din principalele străzi comerciale ale orașului München.

## Locație

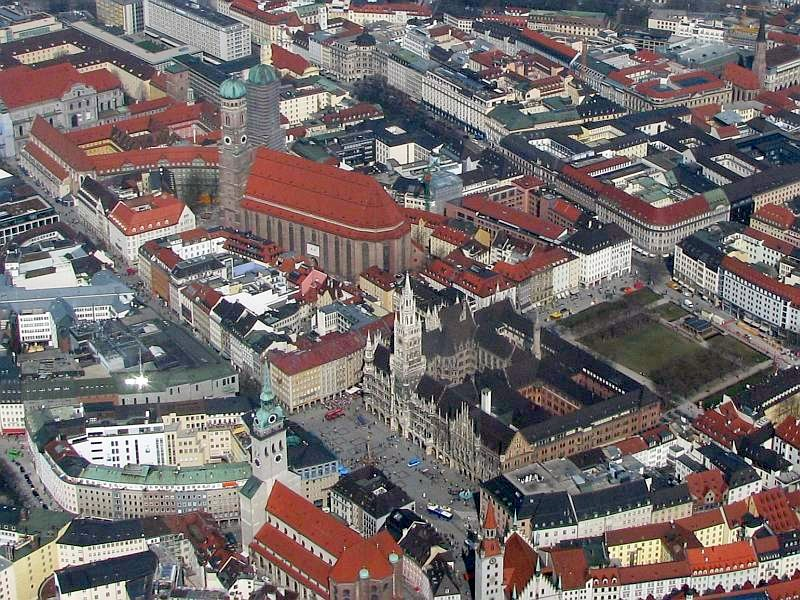
Vedere aeriană asupra Kaufingerstraße (stânga sus) până în Marienplatz (mijloc jos)

Kaufingerstraße se învecinează la vest cu Marienplatz și face parte din marea axă Est-Vest a orașului vechi și, prin urmare, o parte a Drumului Sării de la Salzburg și Reichenhall prin Landsberg în Elveția. Ea pornește de la Marienplatz și se termină la intersecția Färbergraben / Augustinerstraße, care urmează aproximativ poziția fortificațiilor orașului. Prelungirea sa este Neuhauser Straße.

## Istoric

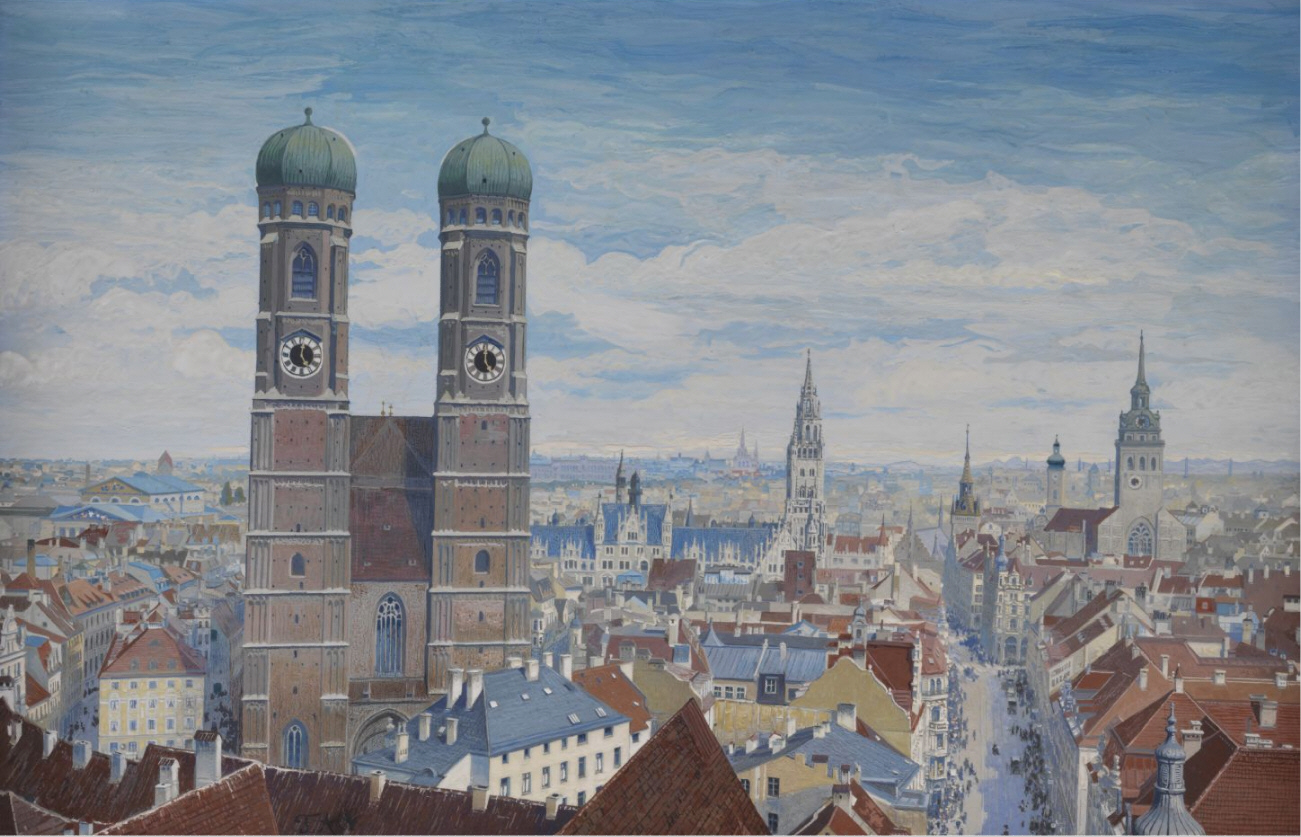
Franz Alt: Vedere asupra Frauenkirche (stânga) şi a Kaufingerstraße (dreapta), aprox. 1910

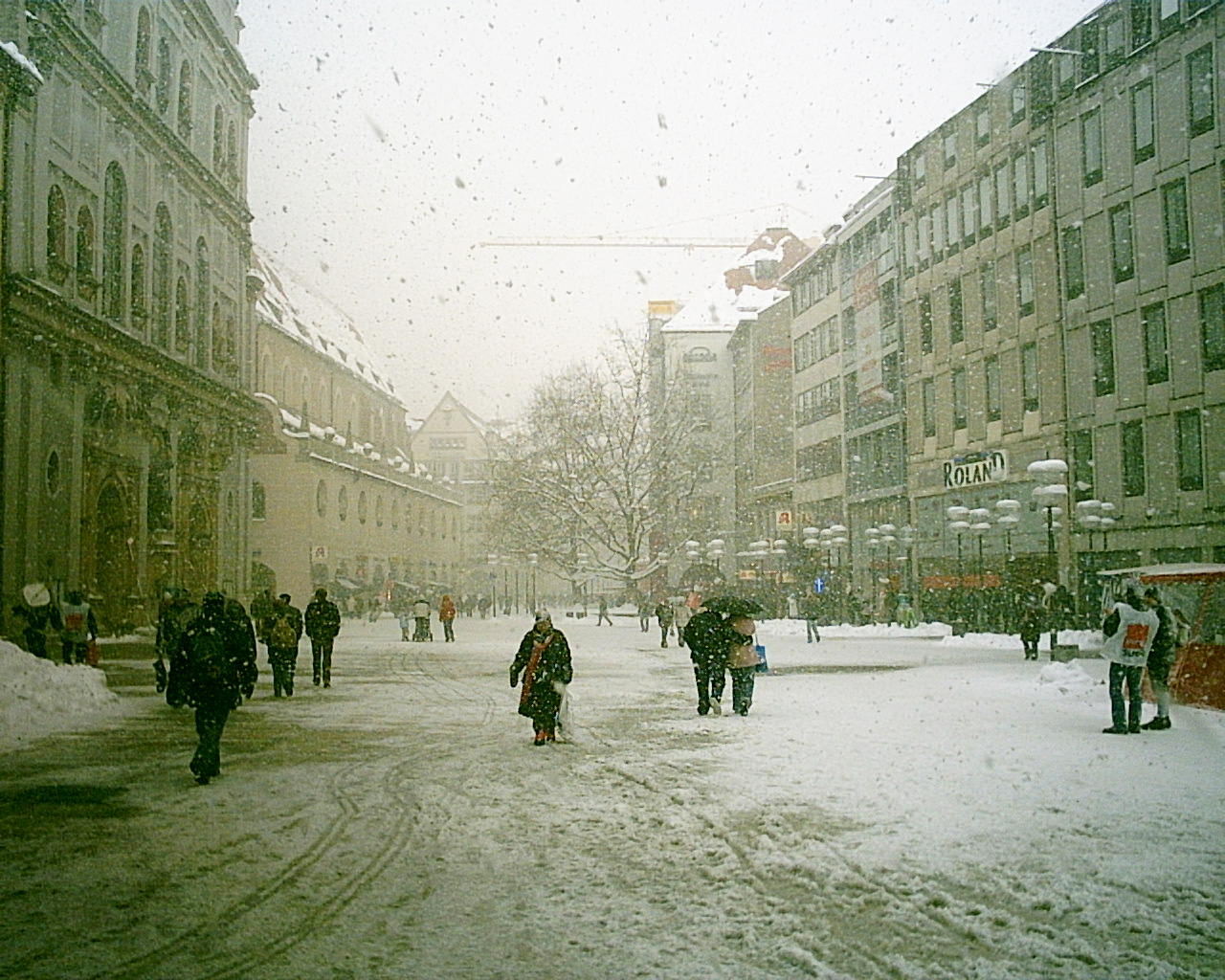
Vedere de iarnă

### Nume
Kaufingerstraße a fost numită, probabil, numit după patricianul Chunradius Choufringer, care, potrivit unui document din 28 mai 1239, a fost chemat în calitate de martor. El a avut, probabil, o casă reprezentativă în Kaufingerstraße. Pentru un timp s-a crezut că ea este numită după un loc numit "Kaufing", care, cu toate acestea, nu este identificabil. Cu toate acestea, în unele documente apare scrisă Kaufinger straße.
Strada a fost denumită pentru prima data Kaufringerstraße cu litera "R" în 1379. Începând din secolul al XVII-lea, numele străzii este fără litera "R", numai Kaufingerstraße.

## Obiective turistice și memoriale

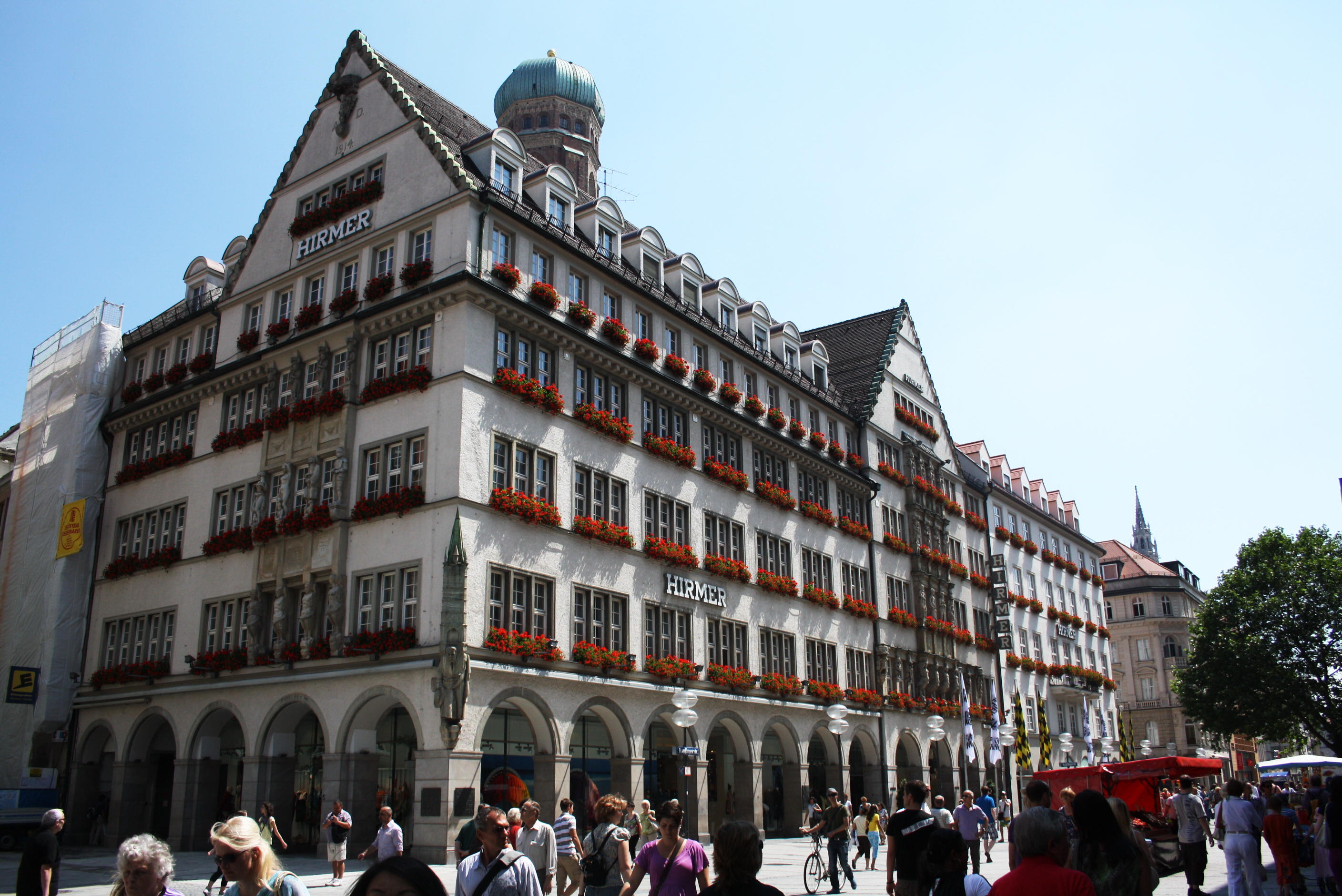
Geschäftshaus zum Schönen Turm

- Wohnhaus Kaufingerstraße 2 (datând de prin 1770, astăzi legată de Thomass-Eck, Marienplatz 1)
- Geschäftshaus Zum Schönen Turm (azi Hirmer, Eugen Hönig & Karl Söldner, 1914; sculpturi de Julius Seidler)
- Erinnerungstafel für den Schönen Turm (la Kaufhaus Hirmer, Kaufingerstraße 28)